# Wyblin

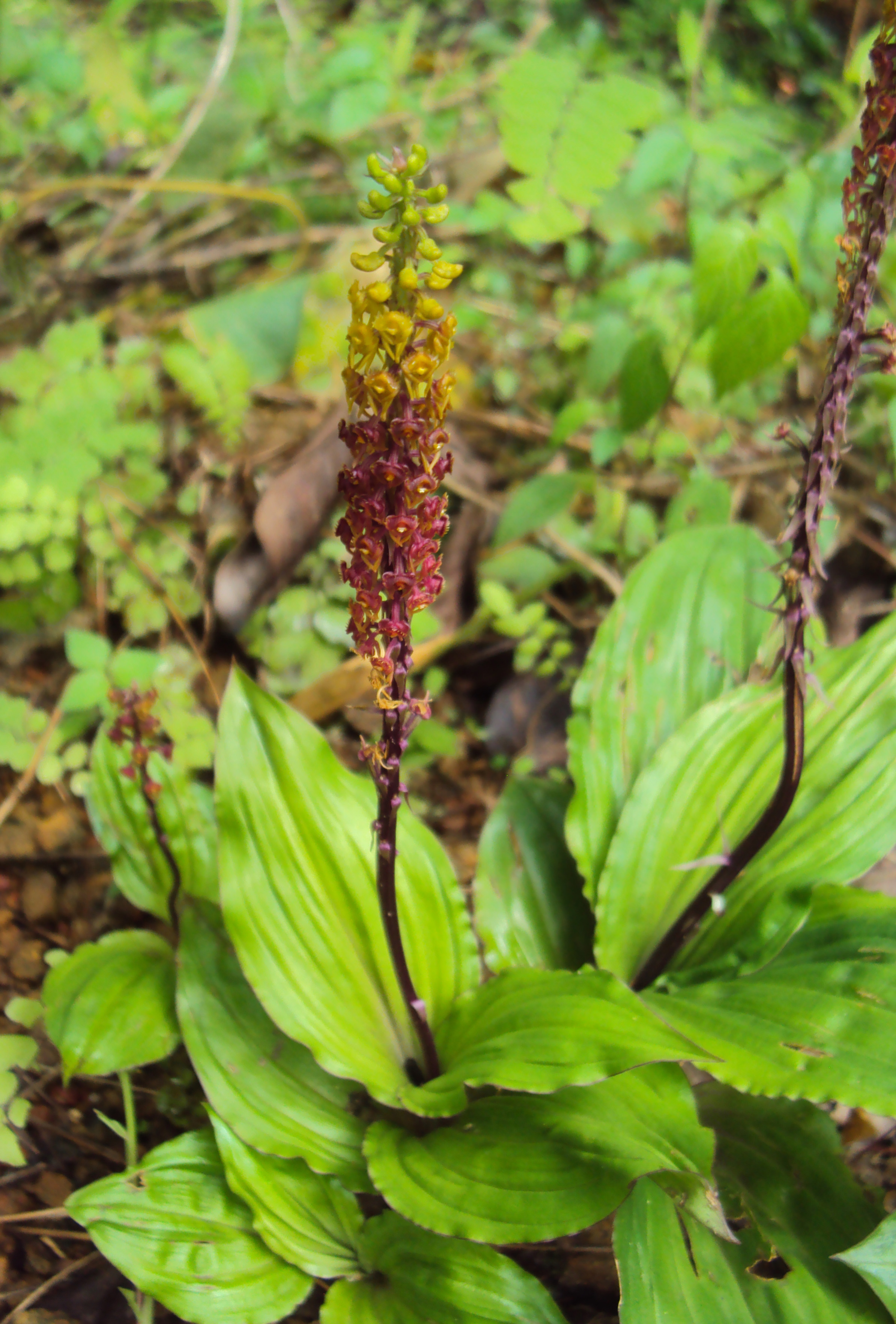
Malaxis versicolor

Wyblin (Malaxis Sol. ex Sw.) – rodzaj roślin z rodziny storczykowatych (Orchidaceae). Należy do niego w zależności od ujęcia od ok. 160–180 do ok. 300 gatunków (w szerokim ujęciu zaliczany tu także jest rodzaj wątlik Hammarbya). Rośliny te występują głównie w strefie międzyzwrotnikowej, ale pojedyncze gatunki sięgają też stref umiarkowanych na obu półkulach. W Europie, w tym także w Polsce, rośnie jeden gatunek – wyblin jednolistny (Malaxis monophyllos) (w szerokim ujęciu rodzaju także wątlik błotny). 

## Systematyka

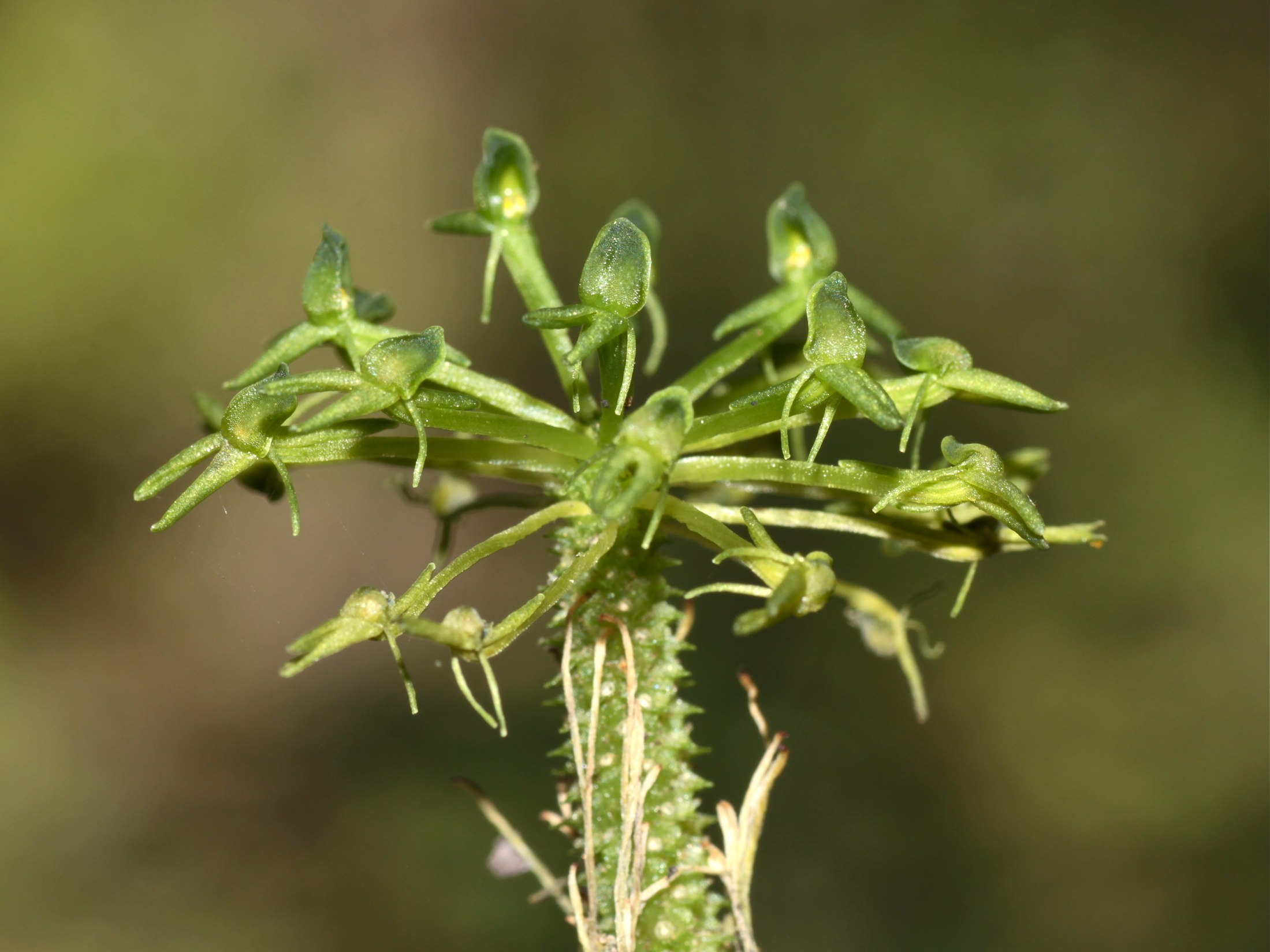
Malaxis fastigiata

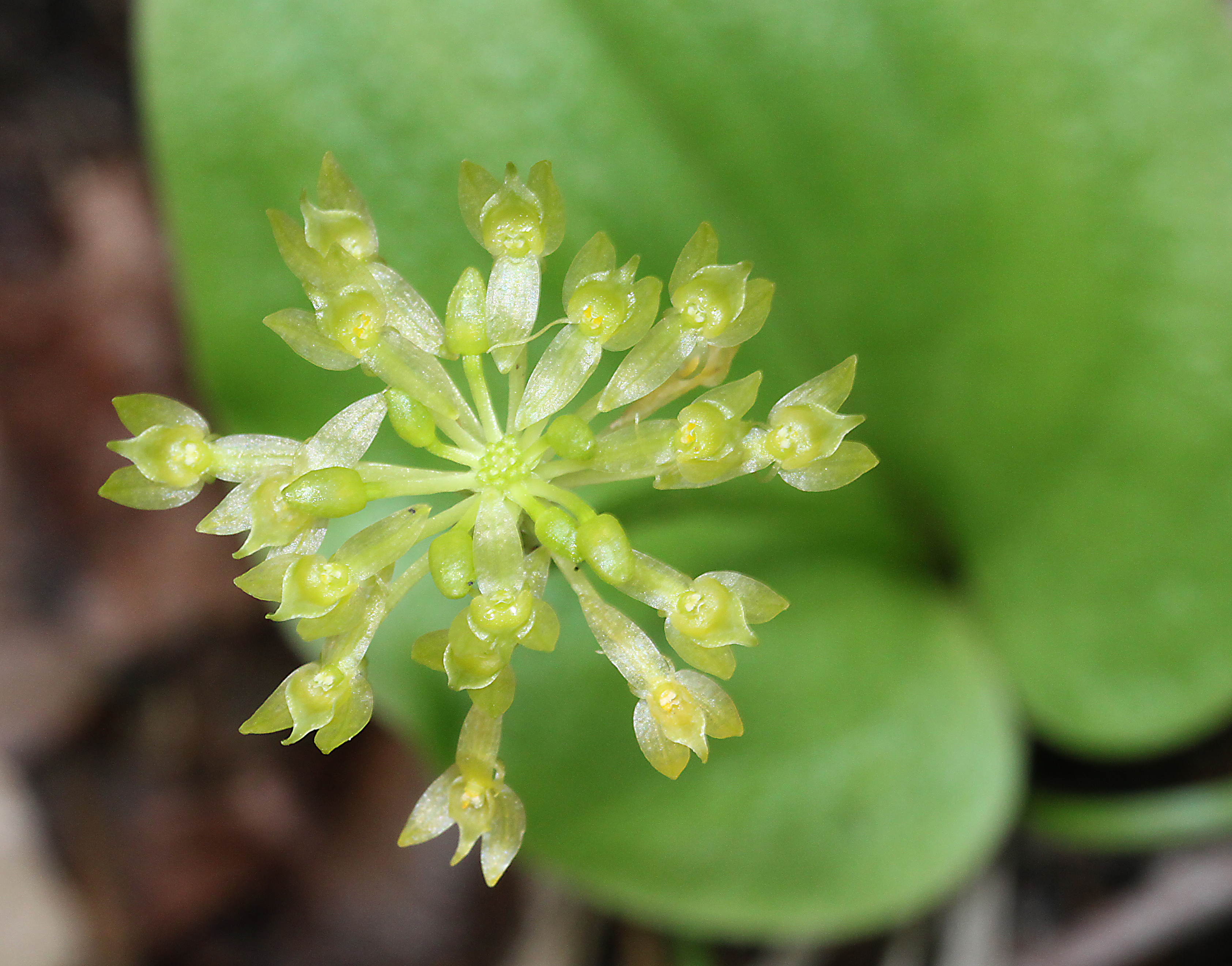
Malaxis brachystachys

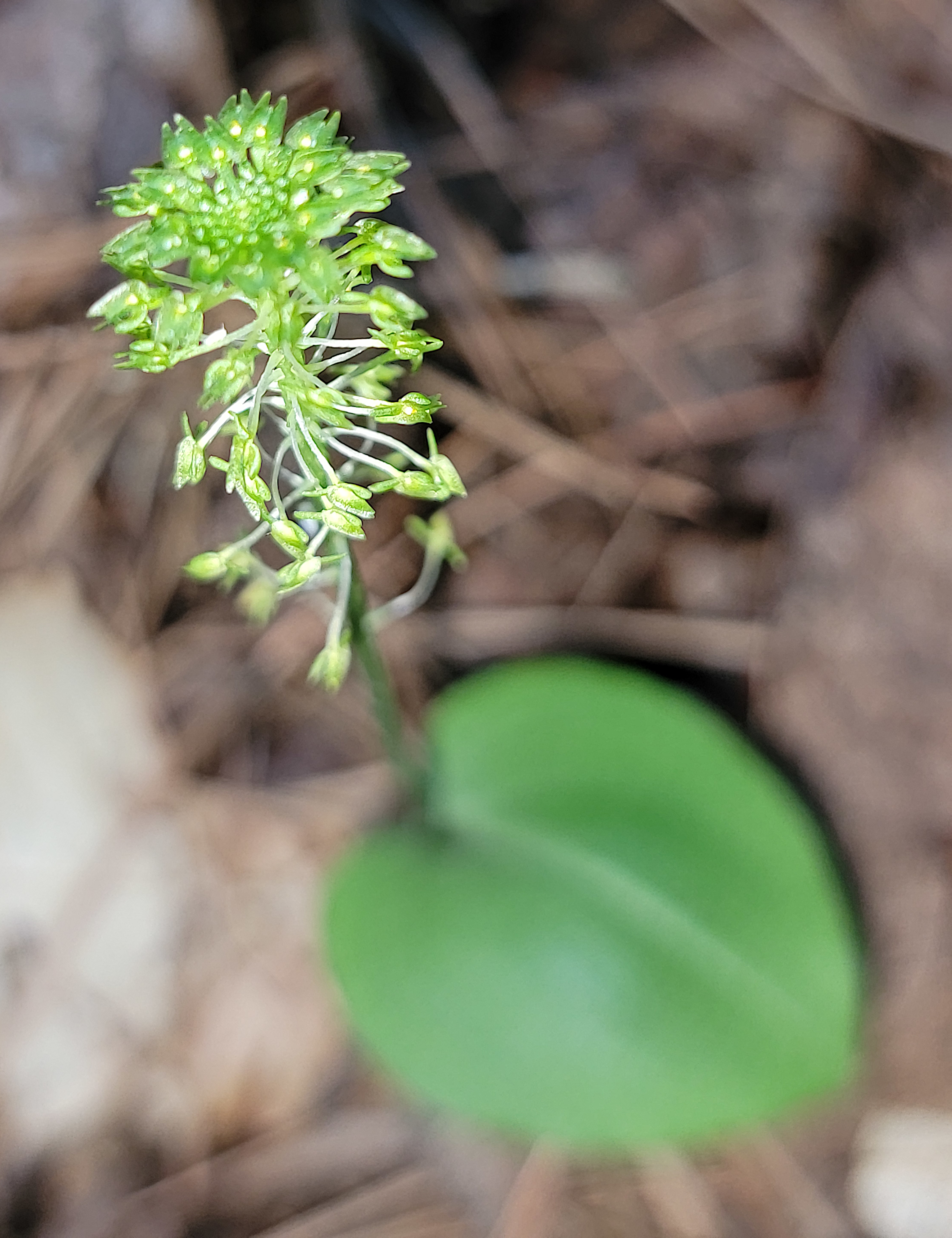
Malaxis unifolia

Pozycja systematyczna według Angiosperm Phylogeny Website (aktualizowany system APG IV z 2016)
Jeden z rodzajów plemienia Malaxideae w obrębie podrodziny epidendronowych (Epidendroideae) z rodziny storczykowatych (Orchidaceae). Storczykowate są kladem bazalnym w rzędzie szparagowców Asparagales w obrębie jednoliściennych.
Wykaz gatunków wg POWO
- Malaxis abieticola Salazar & Soto Arenas
- Malaxis acianthoides (Schltr.) Ames
- Malaxis adenotropa R.González, Lizb.Hern. & E.Ramírez
- Malaxis adolphii (Schltr.) Ames
- Malaxis alvaroi García-Cruz, R.Jiménez & L.Sánchez
- Malaxis andersoniana R.González
- Malaxis andicola (Ridl.) Kuntze
- Malaxis apiculata Dod
- Malaxis atrorubra (H.Perrier) Summerh.
- Malaxis aurea Ames
- Malaxis auriculata P.O'Byrne & J.J.Verm.
- Malaxis bayardii Fernald
- Malaxis boliviana (Schltr.) Ames
- Malaxis brachyrrhynchos (Rchb.f.) Ames
- Malaxis brachystachys (Rchb.f.) Kuntze
- Malaxis brevis Dressler
- Malaxis buchtienii (Schltr.) Christenson
- Malaxis bulusanensis Ames
- Malaxis cardiophylla (Rchb.f.) Kuntze
- Malaxis carlos-parrae Szlach. & Kolan.
- Malaxis carnosa (Kunth) C.Schweinf.
- Malaxis casillasii R.González
- Malaxis chevalieri Summerh.
- Malaxis chiarae R.González, Lizb.Hern. & E.Ramírez
- Malaxis chica Todzia
- Malaxis cipoensis F.Barros
- Malaxis cobanensis Archila, Szlach. & Chiron
- Malaxis cogniauxiana (Schltr.) Pabst
- Malaxis contrerasii R.González
- Malaxis cordilabia Portalet
- Malaxis crispata (Lindl.) Ames
- Malaxis crispifolia (Rchb.f.) Kuntze
- Malaxis cumbensis Dodson
- Malaxis densiflora (A.Rich.) Kuntze
- Malaxis discolor (Lindl.) Kuntze
- Malaxis dodii Acev.-Rodr. & Ackerman
- Malaxis dolpensis M.R.Shrestha, L.R.Shakya & Ghimire
- Malaxis domingensis Ames
- Malaxis elliptica A.Rich. & Galeotti
- Malaxis elviae R.González
- Malaxis espejoi R.González, Lizb.Hern. & E.Ramírez
- Malaxis excavata (Lindl.) Kuntze
- Malaxis fastigiata (Rchb.f.) Kuntze
- Malaxis greenwoodiana Salazar & Soto Arenas
- Malaxis hagsateri Salazar
- Malaxis hieronymi (Cogn.) L.O.Williams
- Malaxis hispaniolae (Schltr.) L.O.Williams
- Malaxis histionantha (Link) Garay & Dunst.
- Malaxis hoppii (Schltr.) Løjtnant
- Malaxis insperata Dressler
- Malaxis intermedia (A.Rich.) Seidenf.
- Malaxis irmae Radins & Salazar
- Malaxis iwashinae T.Yukawa & T.Hashim.
- Malaxis jaraguae (Hoehne & Schltr.) Pabst
- Malaxis javesiae (Rchb.f.) Ames
- Malaxis johniana (Schltr.) Foldats
- Malaxis juventudensis Marg.
- Malaxis katangensis Summerh.
- Malaxis labrosa (Rchb.f.) Acuña
- Malaxis lagotis (Rchb.f.) Kuntze
- Malaxis leonardii Ames
- Malaxis lepanthiflora (Schltr.) Ames
- Malaxis lepidota (Finet) Ames
- Malaxis licatae Carnevali & I.Ramírez
- Malaxis lizbethiae R.González, Lizb.Hern. & E.Ramírez
- Malaxis lobulata L.O.Williams
- Malaxis longipedunculata Ames
- Malaxis luceroana R.González
- Malaxis lyonnetii Salazar
- Malaxis maclaudii (Finet) Summerh.
- Malaxis macrostachya (Lex.) Kuntze
- Malaxis macvaughiana R.González, Lizb.Hern. & E.Ramírez
- Malaxis maguirei C.Schweinf.
- Malaxis maianthemifolia Schltdl. & Cham.
- Malaxis major (Rchb.f.) León ex A.D.Hawkes
- Malaxis malipoensis Y.F.Meng, A.Q.Hu & F.W.Xing
- Malaxis mandonii (Rchb.f.) Marg.
- Malaxis marthaleidae R.González, Lizb.Hern. & E.Ramírez
- Malaxis martinezii R.González
- Malaxis massonii (Ridl.) Kuntze
- Malaxis maxonii Ames
- Malaxis medinae Carnevali & Nog.-Sav.
- Malaxis melanotoessa Summerh.
- Malaxis micheliana R.González, Lizb.Hern. & E.Ramírez
- Malaxis mixta (Schltr.) R.Vásquez
- Malaxis molotensis Salazar & de Santiago
- Malaxis monophyllos (L.) Sw. – wyblin jednolistny
- Malaxis monsviridis Dressler
- Malaxis moritzii (Ridl.) Kuntze
- Malaxis mucronulata (Schltr.) P.Ortiz
- Malaxis muscifera (Lindl.) Kuntze
- Malaxis myurus (Lindl.) Kuntze
- Malaxis nana C.Schweinf.
- Malaxis nelsonii Ames
- Malaxis nidiae Carnevali & I.Ramírez
- Malaxis novogaliciana R.González ex McVaugh
- Malaxis ochreata (S.Watson) Ames
- Malaxis oroensis Tobar & Salazar
- Malaxis pabstii (Schltr.) Pabst
- Malaxis padilliana L.O.Williams
- Malaxis panamensis Kolan.
- Malaxis pandurata (Schltr.) Ames
- Malaxis parthoni C.Morren
- Malaxis perezii R.González
- Malaxis physuroides (Schltr.) Summerh.
- Malaxis pittieri (Schltr.) Ames
- Malaxis pringlei (S.Watson) Ames
- Malaxis prorepens (Kraenzl.) Summerh.
- Malaxis pubescens (Lindl.) Kuntze
- Malaxis pusilla Ames & C.Schweinf.
- Malaxis quadrata L.O.Williams
- Malaxis reichenbachiana (Schltr.) L.O.Williams
- Malaxis rheedeana J.M.H.Shaw
- Malaxis ribana Espejo & López-Ferr.
- Malaxis risaraldana Szlach. & Kolan.
- Malaxis roblesgiliana R.González
- Malaxis rodrigueziana R.González
- Malaxis rosei Ames
- Malaxis rosilloi R.González & E.W.Greenw.
- Malaxis rositae R.González, Lizb.Hern. & E.Ramírez
- Malaxis rostratula Dressler
- Malaxis ruizii R.González
- Malaxis rupestris (Poepp. & Endl.) Kuntze
- Malaxis rzedowskiana R.González
- Malaxis schliebenii (Mansf.) Summerh.
- Malaxis schneideri (Szlach. & Kolan.) J.M.H.Shaw
- Malaxis seramica (J.J.Sm.) S.Thomas, Schuit. & de Vogel
- Malaxis seychellarum (Kraenzl.) Summerh.
- Malaxis sibundoyensis Kolan., Medina Tr. & Szlach.
- Malaxis simillima (Rchb.f.) Kuntze
- Malaxis sneidernii (Garay) P.Ortiz
- Malaxis sodiroi (Schltr.) Dodson
- Malaxis spicata Sw.
- Malaxis steyermarkii Correll
- Malaxis streptopetala (B.L.Rob. & Greenm.) Ames
- Malaxis subtilis Aver.
- Malaxis sulamadahensis (J.J.Sm.) S.Thomas, Schuit. & de Vogel
- Malaxis talamancana Dressler
- Malaxis talaudensis (J.J.Sm.) S.Thomas, Schuit. & de Vogel
- Malaxis tamayoana Garay & W.Kittr.
- Malaxis tamurensis Tuyama
- Malaxis tepicana Ames
- Malaxis tequilensis R.González, Lizb.Hern. & E.Ramírez
- Malaxis termensis (Kraenzl.) C.Schweinf.
- Malaxis thienii Dodson
- Malaxis thwaitesii Bennet
- Malaxis tonduzii (Schltr.) Ames
- Malaxis triangularis Dressler
- Malaxis tridentula (Schltr.) Christenson
- Malaxis trigonopetala (J.J.Sm.) S.Thomas, Schuit. & de Vogel
- Malaxis umbelliflora Sw.
- Malaxis unifolia Michx.
- Malaxis urbana E.W.Greenw.
- Malaxis ventilabrum (Rchb.f.) Kuntze
- Malaxis ventricosa (Poepp. & Endl.) Kuntze
- Malaxis warmingii (Rchb.f.) Kuntze
- Malaxis weberbaueriana (Kraenzl.) Summerh.
- Malaxis weddellii (Finet) R.Vásquez
- Malaxis welwitschii (Rchb.f.) Hermans
- Malaxis wercklei (Schltr.) Ames
- Malaxis woodsonii L.O.Williams
- Malaxis xerophila Salazar & L.I.Cabrera
- Malaxis yanganensis Dodson
- Malaxis zempoalensis López-Ferr. & Espejo